# Liste der Kulturdenkmale in Kehlen (Luxemburg)
In der Liste der Kulturdenkmale in Kehlen sind alle Kulturdenkmale der luxemburgischen Gemeinde Kehlen aufgeführt (Stand: 12. Januar 2025).

## Kulturdenkmale nach Ortsteil

### Dondelingen
| Bild               | Bezeichnung        | Lage                         | Beschreibung | Stufe | Eingetragen seit   |
| ------------------ | ------------------ | ---------------------------- | ------------ | ----- | ------------------ |
| Wohnhaus der Mühle | Wohnhaus der Mühle | rue de Luxembourg (Karte)    |              | PCN   | 29. September 2016 |
| Wohnhaus           | Wohnhaus           | 2A, rue de la Montée (Karte) |              | PCN   | 2. September 2022  |

### Kehlen
| Bild                 | Bezeichnung          | Lage                         | Beschreibung                        | Stufe | Eingetragen seit   |
| -------------------- | -------------------- | ---------------------------- | ----------------------------------- | ----- | ------------------ |
| Gebäude              | Gebäude              | 1, rue de Schoenberg (Karte) |                                     | PCN   | 21. Februar 2018   |
| ehemaliger Bauernhof | ehemaliger Bauernhof | 13, rue d’Olm (Karte)        |                                     | PCN   | 24. April 2017     |
| Gebäude              | Gebäude              | 9, rue du Kiem (Karte)       |                                     | PCN   | 27. September 2019 |
| Gebäude              | Gebäude              | 6, Juddegaass (Karte)        | aus der Kulturdenkmalliste gelöscht | PCN   | 8. Juli 2020       |
| Wohnhaus             | Wohnhaus             | 1, rue de Keispelt (Karte)   |                                     | PCN   | 10. Dezember 2021  |
| Weitere Bilder       | „Mëlleschkapell“     | rue d’Olm (Karte)            |                                     | PCN   | 2. September 2022  |
| Bauernhof            | Bauernhof            | 6, rue de Keispelt (Karte)   |                                     | PCN   | 5. September 2022  |
| „Kanounentiirmchen“  | „Kanounentiirmchen“  | 9, rue de Keispelt (Karte)   |                                     | PCN   | 27. Oktober 2022   |
| Mauer                | Mauer                | rue du Kiem (Karte)          |                                     | IS    | 6. Juni 2019       |

### Keispelt
| Bild     | Bezeichnung | Lage                          | Beschreibung | Stufe | Eingetragen seit   |
| -------- | ----------- | ----------------------------- | ------------ | ----- | ------------------ |
| Wohnhaus | Wohnhaus    | 17, rue Pierre Dupong (Karte) |              | PCN   | 26. September 2008 |
| Gebäude  | Gebäude     | 13, rue de Mersch (Karte)     |              | IS    | 7. Oktober 2016    |

### Meispelt
| Bild                 | Bezeichnung          | Lage                          | Beschreibung | Stufe | Eingetragen seit   |
| -------------------- | -------------------- | ----------------------------- | ------------ | ----- | ------------------ |
| ehemaliger Bauernhof | ehemaliger Bauernhof | 10, rue de Dondelange (Karte) |              | PCN   | 29. September 2021 |
| ehemaliger Bauernhof | ehemaliger Bauernhof | 7, rue de Kopstal (Karte)     |              | PCN   | 4. Februar 2022    |

### Nospelt
| Bild           | Bezeichnung                                                          | Lage                         | Beschreibung | Stufe | Eingetragen seit  |
| -------------- | -------------------------------------------------------------------- | ---------------------------- | ------------ | ----- | ----------------- |
| Weitere Bilder | Gebäude                                                              | 4, rue de Dondelange (Karte) |              | PCN   | 21. Januar 2022   |
| Weitere Bilder | ehemaliger Bauernhof                                                 | 10, rue de l’Ecole (Karte)   |              | PCN   | 11. Februar 2022  |
| Weitere Bilder | Kirche Nospelt mit Friedhof                                          | rue d’Olm (Karte)            |              | PCN   | 2. September 2022 |
| Bauernhof      | Bauernhof                                                            | 2, rue du Cimetière (Karte)  |              | PCN   | 20. Januar 2023   |
| Weitere Bilder | Haus                                                                 | 4, rue d’Olm (Karte)         |              | IS    | 22. Juni 2007     |
| Weitere Bilder | ehemaliger Bauernhof, bestehend aus einem Wohnhaus und einer Scheune | 2A und 4, rue d’Olm (Karte)  |              | IS    | 5. Juni 2018      |

### Olm
| Bild                      | Bezeichnung               | Lage                       | Beschreibung | Stufe | Eingetragen seit  |
| ------------------------- | ------------------------- | -------------------------- | ------------ | ----- | ----------------- |
| Weitere Bilder            | „Nikloskapell“            | rue de Nospelt (Karte)     |              | PCN   | 2. September 2022 |
| Haus mit Platz und Garten | Haus mit Platz und Garten | 2, rue de Capellen (Karte) |              | IS    | 5. September 1999 |

### Schönberg
| Bild           | Bezeichnung                          | Lage    | Beschreibung | Stufe | Eingetragen seit |
| -------------- | ------------------------------------ | ------- | ------------ | ----- | ---------------- |
| Weitere Bilder | alte Grabsteine und Friedhofskapelle | (Karte) |              | IS    | 26. Juni 1935    |

Legende: PCN – Immeubles et objets bénéficiant des effets de classement comme patrimoine culturel national; IS – Immeubles et objets inscrits à l’inventaire supplémentaire

## Quelle
- Liste des immeubles et objets beneficiant d’une protection nationales, Nationales Institut für das gebaute Erbe, Fassung vom 23. Dezember 2024, S. 66 ff. (PDF)

- Karte mit allen Koordinaten:
- OSM |
- WikiMap